# Amara (insecto)
Amara es un extenso género de coleópteros adéfagos de la familia Carabidae, en su mayoría holárticos, pero una pocas especies son neotropicales o se encuentran en el este de Asia.
Estos escarabajos son en su mayoría negros o de color bronce. Son herbívoros y se utilizan como controladores naturales de ciertas malezas.

## Especies
El género Amara contiene las siguientes especies:

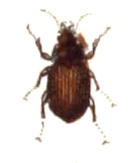
A. communis

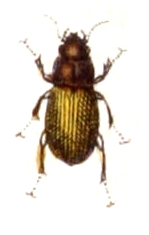
A. fulva

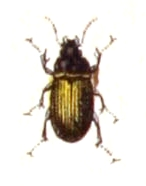
A. lunicollis

Amara acuticauda
Amara aenea
Amara aeneopolita
Amara alpestris
Amara alpina
Amara ambulans
Amara americana
Amara amplipennis
Amara angustata
Amara angustior
Amara anthobia
Amara apachensis
Amara apricaria
Amara armeniaca
Amara aulica
Amara aurata
Amara aurichalcea
Amara avida
Amara basillaris
Amara belfragei
Amara biarticulata
Amara bifrons
Amara blanchardi
Amara bokori
Amara bowditchi
Amara brevicollis
Amara browni
Amara brunnea
Amara californica
Amara carinata
Amara castalia
Amara castanea
Amara celiana
Amara chalcea
Amara chaudoiri
Amara clememtina
Amara coelebs
Amara colvillensis
Amara communis
Amara concreta
Amara conflata
Amara confusa
Amara conoidea
Amara consularis
Amara convexa
Amara convexior
Amara convexiuscula
Amara coraica
Amara crassipina
Amara cupreolata
Amara curta
Amara daurica
Amara decora
Amara devincta
Amara disproportionalis
Amara ellipsis
Amara emancipata
Amara equestris
Amara erratica
Amara eurynota
Amara exarata
Amara eyrinota
Amara famelica
Amara familiaris
Amara farallonica
Amara farcta
Amara ferruginea
Amara finitima
Amara fodinae
Amara fortis
Amara fulva
Amara gebleri
Amara gigantea
Amara gisellae
Amara glacialis
Amara greenei
Amara haldermani
Amara hanhaica
Amara harpalina
Amara harpaloides
Amara helopioides
Amara hicksi
Amara hilaris
Amara horni
Amara humilis
Amara hyperborea
Amara idaloana
Amara immunda
Amara impuncticollis
Amara inpunctata
Amara infima
Amara infuscata
Amara ingenua
Amara insignis
Amara insularis
Amara interstitialis
Amara iridipennis
Amara irkuteana
Amara jacinto
Amara jacobina
Amara jucunda
Amara kinitzi
Amara lacustris
Amara laevipennis
Amara laevissima
Amara latior
Amara lauta
Amara littoralis
Amara littorea
Amara longula
Amara lunicollis
Amara magnicollis
Amara majuscula
Amara maneei
Amara maxwelli
Amara megacephala
Amara mexicana
Amara minnesotana
Amara microdera
Amara microphthalma
Amara minuta
Amara modulata
Amara morio
Amara municipalis
Amara musculis
Amara neomexicana
Amara nexa
Amara nigricornis
Amara nitida
Amara novella
Amara nupera
Amara obesa
Amara obsolescens
Amara oglobini
Amara ovalis
Amata ovata
Amara paganica
Amara pallipes
Amara patricia
Amara patruelis
Amara patula
Amara peciloides
Amara pennsylvanica
Amara perspecta
Amara pimalis
Amara plebeja
Amara parvicollis
Amara plebeja
Amara pomona
Amara praetermissa
Amara pseudobrunnea
Amara pterostichina
Amara purpurascens
Amara quadrifossulata
Amara quenslii
Amara relicta
Amara retangula
Amara robustula
Amara rotundiceps
Amara rubrica
Amara rufocincta
Amara rupicola
Amara rustica
Amara saginata
Amara sanjuanensis
Amara saxicola
Amara schwarzi
Amara scitula
Amara scolopax
Amara shantzi
Amara shinanensis
Amara similata
Amara sinuosa
Amara sodalica
Amara solskyi
Amara somoni
Amara spadicea
Amara spaldingi
Amara specularis
Amara sponsor
Amara spreta
Amara strenua
Amara stupida
Amara tartarea
Amara taurica
Amara texana
Amara thoracica
Amara tibialis
Amara torrida
Amara tricuspidata
Amara tschitscherinella
Amara tumida
Amara ussuriensis
Amara vegasemsis
Amara virgilax
Amara virginica
Amara volatilis